# James Adomian
James Adomian (nacido el 31 de enero de 1980) es un comediante, actor e imitador estadounidense. Es conocido por su trabajo en Comedy Bang! Bang!, Chapo Trap House, Last Comic Standing, The Late Late Show with Craig Ferguson  donde se hizo pasar por el presidente George W. Bush hasta 2009, y por interpretar a Bernie Sanders durante el Trump vs. Bernie tour. Dobla a Talking Ben en la serie animada Talking Tom and Friends .

## Infancia y adolescencia
Adomian nació en Omaha, Nebraska, el 31 de enero de 1980 y creció en Atlanta, Georgia . Su familia se mudó a Los Ángeles, cuando tenía diez años. Adomian es alumno de la High School secundaria bautista de Los Ángeles y asistió a Whittier College estudiando en una especialización de economía y artes teatrales. Señala que no se graduó durante una entrevista de 2017 con Pete Holmes. Adomian es de ascendencia armenia .

## Carrera
Adomian comenzó a aparecer como el presidente George W. Bush con frecuencia en The Late Late Show después de que Craig Ferguson se hizo cargo de la presentación del programa en enero de 2005 hasta 2009. 
Ha aparecido en varios otros programas de comedia, incluidos MADtv, Mind of Mencia, Jimmy Kimmel Live!, Short Circuitz, Atom TV, Cavemen, Recount y Players .
Adomian ha aparecido en las películas Harold & Kumar Escape from Guantanamo Bay y Miss March . 
Como la voz en off del artista, Adomian realiza en The Onion Radio News, ya que varios personajes recurrentes en la serie de dibujos animados PBS WordGirl, como el presidente Bush en algunos episodios de MADtv, como Jimmy Kimmel en Celebrity Deathmatch, y en otros dibujos animados . 
En 2011, fue elegido como colíder en el proyecto piloto no emitido de Kari Lizer para NBC junto a Sarah Paulson y Tim Meadows . 
En 2012, Adomian apareció en Comedy Bang! Bang! como locutor de PBS Huell Howser, en Adult Swim 's Childrens Hospital como Madonna, y en Money from Strangers de MTV como él mismo, también haciendo apariciones regulares como varios personajes de skects en Conan . 
Para el episodio de Freddie Mercury del programa de Netflix 2019 Historical Roasts, Adomian interpretó al personaje principal.

### Álbum de comedia stand-up
En 2012, Adomian lanzó su álbum debut de comedia Low Hangin Fruit . El lanzamiento fue el primer álbum lanzado por Earwolf, y recibió críticas en su mayoría positivas. El set de comedia de una hora presenta historias personales, una serie de imitaciones de celebridades y material político que incluye observaciones sobre las percepciones culturales de las personas LGBT .

### Apariciones en vivo

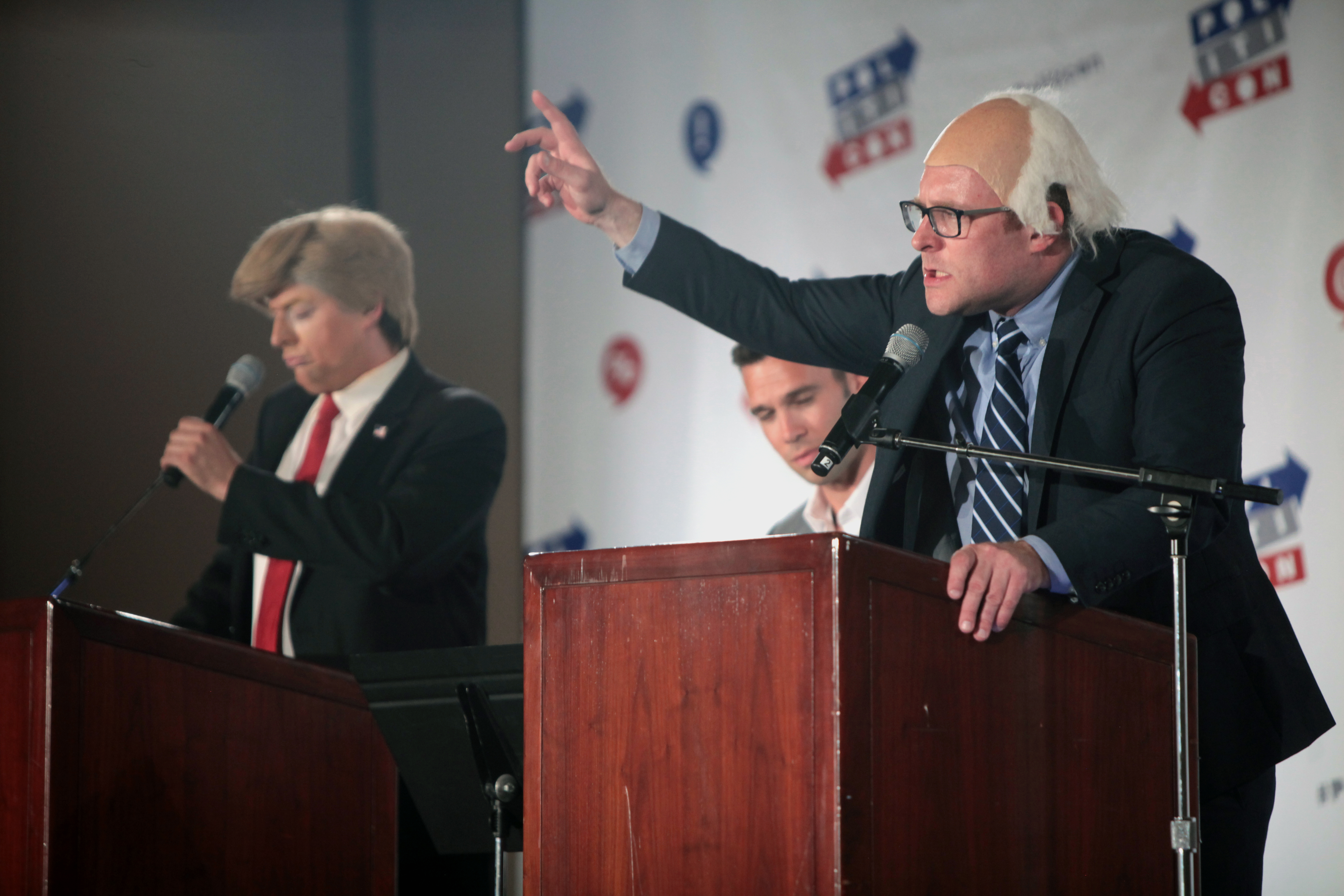
James Adomian (derecha) actuando como Bernie Sanders, junto con Anthony Atamanuik como Donald Trump en Politicon en Pasadena, California.

Adomian se presenta con frecuencia en directo en Upright Citizens Brigade Theater en skects y espectáculos de stand up como Comedy Bang! Bang! , Who Charted?, y muchos otros. También es alumno de la Sunday Company en el teatro de The Groundlings , donde todavía se presenta con frecuencia. También se presenta regularmente en "The Tomorrow Show" y otros espectáculos de stand up en Hollywood. Adomian es conocido por hacer muchas imitaciones en shows en vivo, tanto en el vestuario como parte de su acto de comedia, incluidos Vincent Price, Lewis Black, Orson Welles, Jesse Ventura, Paul Giamatti, Michael Caine, Philip Seymour Hoffman, Sam Elliott, Al Franken, Huell Howser, Christopher Hitchens, Gary Busey, John McCain, Joe Lieberman, Marc Maron, Jimmy Kimmel, Andy Kindler, Tom Leykis, Todd Glass, George W. Bush y Bernie Sanders . Ha realizado varias imitaciones como personajes recurrentes en Comedy Bang! Bang! 
Adomian a menudo hace apariciones en vivo en todo el país haciendo standup o personajes, particularmente en eventos políticos de izquierda como YearlyKos, Laughing Liberally, la Conferencia Nacional para la Reforma de los Medios y eventos de campaña para el congresista Alan Grayson . En 2010, hizo varias apariciones en vivo en Norteamérica en la gira Breaking Even.  
En 2008, apareció con el comediante Greg Giraldo en lugares de todo el país como parte de la gira Indecision '08 producida por Comedy Central . Ha actuado en festivales de comedia en toda América del Norte, incluyendo Just for Laughs en Montreal . En marzo de 2012, Adomian tuvo su primera aparición en el extranjero, encabezando un espectáculo de dos noches con entradas agotadas en Seúl, Corea del Sur para Stand Up Seoul .
Adomian recorrió los Estados Unidos con la gira de Trump vs. Bernie en febrero-marzo de 2016.

## Vida personal
Adomian es abiertamente gay . Es nieto del matemático armenio-estadounidense George Adomian .

## Filmografía

### Película
| Año  | Título                                                               | Papel                                                  | Notas         |
| ---- | -------------------------------------------------------------------- | ------------------------------------------------------ | ------------- |
| 2008 | Harold y Kumar Escape de la Bahía de Guantánamo                      | George W. Bush                                         |               |
| 2009 | Señorita marzo                                                       | Deadbeat Dad (voz)                                     |               |
| 2011 | La búsqueda del tesoro: una aventura interactiva de Chad, Matt y Rob | El pistolero                                           |               |
| 2011 | Baile loco                                                           | Mickey Stardust, Zip Fleestreet y Fraggle McWinkerbean |               |
| 2014 | Golpes                                                               | Donovan                                                |               |
| 2016 | Cigüeñas                                                             | Voz adicional                                          |               |
| 2017 | Amor tras amor                                                       | Chris                                                  |               |
| 2019 | El día vendrá                                                        | Settmonk                                               | Posproducción |

### Televisión
| Año          | Título                                   | Papel                                                 | Notas                                                             |
| ------------ | ---------------------------------------- | ----------------------------------------------------- | ----------------------------------------------------------------- |
| 2005         | Yacht Rock                               | Vincent Price                                         | Episode: "Believe in It"                                          |
| 2005–2007    | The Late Late Show with Craig Ferguson   | George W. Bush                                        | 49 episodes                                                       |
| 2006–2009    | MADtv                                    | George W. Bush (voice)                                | Episode #12.4                                                     |
| 2006         | Mind of Mencia                           | George W. Bush                                        | 2 episodes                                                        |
| 2007         | Celebrity Deathmatch                     | Jimmy Kimmel (voice)                                  | Episode: "The Banter Bloodbath"                                   |
| 2007         | Short Circuitz                           | George W. Bush                                        | Episode #1.4                                                      |
| 2007         | Cavemen                                  | Waiter                                                | Episode: "Her Embarrassed of Caveman"                             |
| 2007         | The Right Now Show                       | Ensemble sketch cast member/various                   | Pilot                                                             |
| 2008–2015    | WordGirl                                 | Captain Huggyface, additional voices (voice)          | 26 episodes                                                       |
| 2009         | Atom TV                                  | George W. Bush                                        | 2 episodes                                                        |
| 2009         | The Jay Leno Show                        | Mad Doctor                                            | Unknown episodes                                                  |
| 2009         | Popzilla                                 | Various characters (voice)                            | Unknown episodes                                                  |
| 2010         | Players                                  | Barfly                                                | Episode: "Barb's Husband"                                         |
| 2010         | Last Comic Standing                      | Himself (standup)                                     | 10 episodes                                                       |
| 2011–2012    | Conan                                    | Various sketch characters                             | Unknown episodes                                                  |
| 2012–2013    | Money From Strangers                     | Himself                                               | 5 episodes                                                        |
| 2012–2016    | Comedy Bang! Bang!                       | Various                                               | 10 episodes                                                       |
| 2012–2015    | Childrens Hospital                       | Various                                               | 3 episodes                                                        |
| 2012         | Gravity Falls                            | Additional voices                                     | Episode: "Headhunters"                                            |
| 2012–2014    | The Eric Andre Show                      | Various                                               | 2 episodes                                                        |
| 2013         | The Chris Gethard Show                   | Jesse Ventura                                         | Episode: "Loser Is Still the New Nerd"                            |
| 2013         | Adventure Time                           | Ogdoad (voice)                                        | Episode: "The Suitor"                                             |
| 2013         | Maron                                    | Brian Burkman                                         | Episode: "Jen Moves to L.A."                                      |
| 2013–2015    | Axe Cop                                  | Various (voice)                                       | 4 episodes                                                        |
| 2013–2015    | Animation Domination High-Def            | Various (voice)                                       | 3 episodes                                                        |
| 2014         | Drunk History                            | Alexander Cochrane                                    | Episode: "Baltimore"                                              |
| 2014–present | Talking Tom and Friends                  | Talking Ben, others                                   | Starring voice role, 3 seasons                                    |
| 2015         | Kroll Show                               | Alan the Limo Driver                                  | Episode: "Lizards vs. Penguins"                                   |
| 2015–2018    | BoJack Horseman                          | Stuart                                                | 5 episodes                                                        |
| 2015         | Major Lazer                              | General Rubbish, various (voice)                      | 8 episodes                                                        |
| 2015–2018    | The Venture Bros.                        | Phineas Phage, Night Dick, various (voice)            | 8 episodes                                                        |
| 2015–2017    | Pig Goat Banana Cricket                  | President of the Planet, various (voice)              | 17 episodes                                                       |
| 2015         | The Jim Gaffigan Show                    | Himself                                               | Episode: "Go Shorty, It's Your Birthday"                          |
| 2015–2016    | Regular Show                             | Rikki / Harry (voice)                                 | 2 episodes                                                        |
| 2015         | TripTank                                 | Brunette / Blonde (voice)                             | Episode: "Short Change"                                           |
| 2016–2017    | @midnight                                | Bernie Sanders                                        | 2 episodes                                                        |
| 2016         | Trump vs. Bernie: Debate for America     | Bernie Sanders                                        | TV special                                                        |
| 2016         | Trump vs. Bernie: Shout the Vote!        | Bernie Sanders                                        | TV special                                                        |
| 2016         | The UCB Show                             | Bernie Sanders                                        | Episode: "Feel the Bern"                                          |
| 2016         | Man Seeking Woman                        | Spider                                                | Episode: "Balloon"                                                |
| 2016         | Star Wars Rebels                         | Imperial Captain (voice)                              | Episode: "The Forgotten Droid"                                    |
| 2016         | Wander Over Yonder                       | Various (voice)                                       | Episode: "The Party Poopers/The Waste of Time"                    |
| 2016–2018    | Future-Worm!                             | Future-Worm!, various (voice)                         | 15 episodes                                                       |
| 2016–2018    | American Dad!                            | Various (voice)                                       | 4 episodes                                                        |
| 2016         | Zoolander: Super Model                   | (voice)                                               | TV movie                                                          |
| 2016         | Take My Wife                             | Theater Owner                                         | Episode: "Applause Break"                                         |
| 2017         | The President Show                       | Bernie Sanders                                        | 2 episodes                                                        |
| 2017–2019    | The Special Without Brett Davis          | Sebastian Gorka, Jesse Ventura                        | 2 episodes                                                        |
| 2017         | Bajillion Dollar Propertie$              | Maximillian Blanc                                     | Episode: "The Platinum Curse"                                     |
| 2018–2019    | Our Cartoon President                    | Ted Cruz, Sean Hannity, Bill Clinton, various (voice) | 18 episodes                                                       |
| 2018         | Random Acts of Flyness                   | Everybody Dies! TV Talk Show Host                     | Episode: "What are your thoughts on raising free black children?" |
| 2018         | Bob's Burgers                            | Glenn (voice)                                         | Episode: "Nightmare on Ocean Avenue Street"                       |
| 2019         | Historical Roasts                        | Freddie Mercury                                       | Episode: "Freddie Mercury"                                        |
| 2019         | Rise of the Teenage Mutant Ninja Turtles | Stinkbomb/Harold (voice)                              | Episode: "How to Make Enemies and Bend People to Your Will"       |
| 2019         | Amphibia                                 | Sheriff Buck Leatherleaf (voice)                      | Episode: "Girl Time"                                              |
| 2019         | DuckTales                                | Jones (voice)                                         | Episode: "Whatever Happened to Donald Duck?"                      |